# Бай (богач)

Бай-узбек в нарядном костюме. с. Каратач
фото С.М.Дудина, 1900−02

Бай (от тюрк. bəy [бәй]) — крупный землевладелец, богатый скотовладелец, торговец, ростовщик в Центральной Азии, Якутии, на Алтае и в Хакасии, у казанских и крымских татар, башкир и отчасти на Кавказе в досоветское время.
В других источниках указано, что Бай, от тюркского слова «бег» или «бек», означавшего вначале господин, государь, и старшина, начальник, голова, родоначальник; почётный, по роду или богатству, обыватель.

## История
Сперва титул бег (бек, бей) присваивался лицам царского происхождения, князьям (Османская империя), дворянам (Кавказ), военнослужащим (Персия). Позднее у разных народов слово это модифицировалось — как в произношении появилось «Бай», так и в значении, у киргизов (киргиз — бий или бай), хивинцев и бухарцев титул «бий» давался высшим чиновникам администрации. 
К началу XX века вырос также слой баев, принадлежавших к городской торговой и промышленной буржуазии. Байство и феодальная знать являлись наиболее многочисленным из зажиточной прослойкой населения Центральной Азии.
До революции 1917 года бай, в контексте феодального устройства общества, имел сильное влияние на население района. Баи также были связаны с духовенством, воздействуя через него на религиозную часть общества. В политике баи были проводниками идей национальных восстаний. Так к началу XX века бывшие владельцы крупных земельных угодий, наряду с местными феодалами, родовой знатью, эмирскими и ханскими чиновниками стали социальной базой басмачества.
Земельная политика советской власти (земельно-водная реформа в Средней Азии), разрушив экономический фундамент байства, ослабила его политическое влияние, а затем и уничтожила байство. Например, 27 августа 1928 года ЦИК и СНК Казахской АССР приняли декрет «О конфискации байских хозяйств». За 1929 год в Китай откочевали 123 байские хозяйства, с которыми ушли 739 человек и были угнаны 11607 голов скота.
В советской печати 1920-х годов на всем Советском Востоке баем называли землевладельцев, кулаков, торговцев и просто богатеев («буржуй»).